# Казияз
Казияз  (баш. Наҙыяҙ)(иногда называется Амбур — по его верхнему притоку) — река в России, протекает по Башкортостану, Чишминский район. Устье реки находится в 54 км по правому берегу реки Дёмы. Длина реки составляет 14 км.
В верховьях протекает в оврагах.

## Данные водного реестра
По данным государственного водного реестра России относится к Камскому бассейновому округу, водохозяйственный участок реки — Дёмы от истока до водомерного поста у деревни Бочкарёвка, речной подбассейн реки — Белая. Речной бассейн реки — Кама.
Код объекта в государственном водном реестре — 10010201312111100025004.